# جيم كير
جيم كير (بالإنجليزية: Jim Kerr)‏ (17 يناير 1958 في المملكة المتحدة - ) هو لاعب كرة قدم بريطاني في مركز الوسط. لعب مع دندي يونايتد وريث روفرز ونادي بارتيك ثيسل ونادي بريتشين سيتي ونادي فالكيرك وهاميلتون أكاديميكال ونادي أردريونيانز ونادي ستيرلينغ ألبيون ونادي اربوراث ونادي ألبيون روفرز.